# Odoreu
Odoreu é uma comuna romena localizada no distrito de Satu Mare, na região histórica da Transilvânia. A sua população era de 5090 habitantes segundo o censo de 2007.